# ブラフマチャリヤ
ブラフマチャリヤ（ [ˌbrɑːməˈtʃɑːrjə] 、デーヴァナーガリー語： ब्रह्मचर्य、brahmacharya）は、インドの宗教における概念であり、「ブラフマー（絶対者、究極の真理）に沿った生き方」または「ブラフマーの道に沿った行為」を意味する。 
ヨガ、ヒンドゥー教では、性的節制または完全な禁欲をするライフスタイルを指す。ヤマの一つ。

## 解説
ブラフマチャリヤは、単に性行為をしないことを意味する英語の「celibacy」とは少し異なる。 ブラフマチャリアとは、禁欲的な手段によって自身の体と心のチッタを完全にコントロールする状態。
ある文脈でのブラフマチャリヤは、人間の人生における 4 つのアシュラマ（年齢に基づく段階）の最初の段階であり、グリハスタ（世帯主）、ヴァナプラスタ（森林居住者）、およびサンニャーサ（放棄）が他の 3 つのアシュラマ。 幼少期から25歳までのブラフマチャリア（学生）は教育に専念し、禁欲生活を実践することに重点が置かれていた。  この文脈では、それはグル（教師）から学ぶことを目的とした学生時代の禁欲と、精神的な解放（サンスクリット語：モクシャ）を目的とした人生の後半の段階での禁欲を意味する。  
ヒンドゥー教、ジャイナ教、仏教の修道生活においては、ブラフマチャリヤは性行為と結婚を断念することを含む。  僧侶の精神修行に、ブラフマチャリヤは必要と考えられている。  西洋の修道院での生活における宗教的生き方の概念も、こうした特徴を反映している。

## ジャイナ教にて

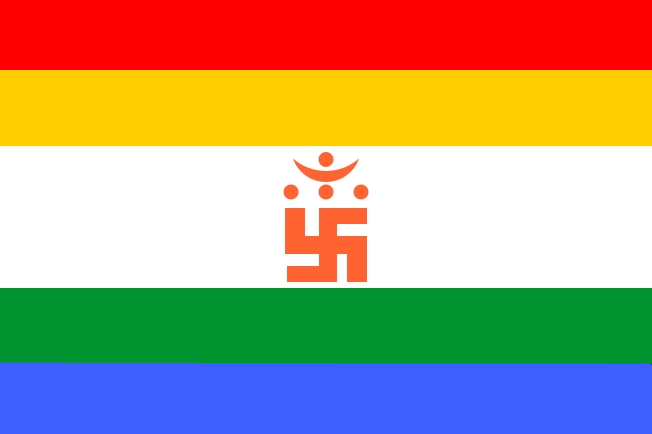
ジャイナ教の旗の緑色はブラフマチャリヤを表す

## 関連文献
- Haich, Elisabeth (1982). Sexual Energy and Yoga. Aurora Press. ISBN 978-0-943358-03-1
- Narayananda, Swami (2001) [1945]. The Way to Peace, Power and Long Life. Denmark: N.U. Yoga Trust
- Narayananda, Swami (2001) [1960]. Brahmacharya, Its Necessity and Practice for Boys and Girls. Denmark: N.U. Yoga Trust
- Olson, Carl (2008). Celibacy and Religious Traditions. OUP USA. ISBN 978-0-19-530632-3
- Sovatsky, Stuart (1999). Eros, Consciousness and Kundalini: Tantric Celibacy and the Mysteries of Eros. Rochester, Ver.: Inner Traditions